# Teddy bear (小説)
『Teddy bear』（テディー・ベアー）とは、日本のケータイ小説。ケータイ小説作家べあ姫のデビュー作品。
書籍化もされ2006年8月10日に発売された。また2007年7月25日に成也からの目線で見た（サイドストーリー）「光-teddy bear2-」が発売された。それぞれ20万部を突破した。
また、2008年4月1日からケータイドラマ化された。
本作は浜崎あゆみが2000年にリリースしたアルバム『Duty』に収録された「Teddy bear」という楽曲とタイトルが同一であるだけでなく「恋人がいなくなって代わりにテディベアが置いてある」というモチーフも共通しており、本作はこの楽曲へのオマージュとしてみることができる。
2007年から2008年にかけてCOMIC魔法のiらんどで漫画化された。作画は水玉ペリ。

## ストーリー
主人公・鈴木晴奈はごく普通の高校生。ある日、晴奈は自分が高校に入学したのは周囲に流されたからで、自分の意志ではないと気づき、高校に通う意味を見失ってしまう。その日を境に高校に行かなくなった晴奈は、徐々にクラブに通うようになり、昼夜逆転の生活を続けるように。そんな毎日の中、晴奈は1人の男・塚本成也に出会う。
この出会いが2人の運命の出会いだった。2人は何度か逢瀬を重ね、「好き」と冗談で言える関係を経て、ついに恋人同士になった。
だが成也は、晴奈を束縛するようになった。晴奈が友人と会うことも良しとしないその束縛ぶりは異常であった。その行為は、成也が患っている記憶を少しずつ失っていく病気への不安感が原因であったのだが、そんなことを知らない晴奈は度を越した束縛ぶりに怒りが爆発し、とうとう別れを決意してしまう。
数日後、成也が別の女性といるのを見てしまった晴奈は、目が合ったのに自分に気づかない成也に大きなショックを受ける。しかし、ある日成也の親友・聡が成也が病気であるという事実を晴奈に暴露してしまう。同時に、成也はまだ晴奈のことが好きであるということも。事実を知った晴奈は成也のところへ行き「もう一度付き合ってほしい」と告白するが、病気のことを気にする成也に「俺はやめとけ」と言われてしまう。晴奈は諦めずに何度もアプローチを繰り返し、ついに成也がその決意に心を動かされ、2人は再び結ばれることとなった。
だが成也の病状はだんだんひどくなっていくばかり。医師から「施設に行ったほうがいい」と言われて、最初は反対していた成也もついに施設に入る事となった。その日から晴奈は成也にあうために毎日施設に通う日々を送っていた。
そんなある日、成也は医師から夏休みをもらい、久しぶりに2人は施設の外で会えることになった。遊園地にお祭り、限られた夏休みを2人は思う存分満喫した。そして夏休み最終日、晴奈と成也は海に向かう。海を楽しんだ2人だが、帰る頃になって晴奈が成也から貰ったネックレスを落としたことに気付く。晴奈は探そうとするが、成也に「明日来て探そう」と言われしぶしぶ家に帰ることに。
次の日、晴奈が目を覚ますと一緒に寝ていたはずの成也が隣にいない。その代わりに晴奈の大好きなテディベアがベッドに置いてあった。嫌な予感を感じた晴奈は飛び起き、携帯を確認すると、そこには聡と成也の母からの無数の着信が…。

## 登場人物
鈴木晴奈（すずきはるな）
この話の主人公。明るくてはっきりしているが、頼まれたことを断れない一面もある。
成也に出会ってから生きる意味を知った。
塚本成也（つかもとせいや）
ナンパで晴奈と出会った男。自分が病気である事を晴奈に知られたくなく晴奈を束縛していた。
晴奈より2つほど年上。
瑞穂（みずほ）
晴奈の親友。仁という彼氏がいる。
物語の最後のほうで17歳にして仁との子供を妊娠して、成也が入院している病院で無事男児を出産した。子供の名前は｢晴也（はるや）」。
聡（さとし）
成也の親友。成也と晴奈のことを見守ってくれる。
自分のことより成也のことを考えている優しい友達。
仁（じん）
瑞穂の彼氏。晴也の父。
晴奈と同じ年だが晴奈が｢仁さん｣と呼んでしまうほどしっかりしている。

## ケータイドラマ
ケータイ小説サイト「魔法のiらんど」が、ドラマを制作・配信した。2008年4月1日から1カ月間、毎日1話（約3分）ずつ配信。主演はティーン向けファッション誌「セブンティーン」（集英社）の専属モデルの桐谷美玲。2008年12月19日にDVDが発売された。

### キャスト
- 鈴木晴奈 - 桐谷美玲
- 塚本成也 - 賀来賢人
- 瑞穂 - 芳賀優里亜
- 聡 - 久野雅弘
- 仁 - 佐藤雄一
- 竜 - 相葉弘樹
- 塚本由美子 - 三原じゅん子
- 鈴木景子 - 加藤貴子

### 主題歌
- Lisa Halim feat.JAY'ED 『切ないくらい、愛してた。』

## 書籍
ゴマブックス

副題は「ケータイからあふれたLOVE STORY2」
- teddy bear（2006年8月）ISBN 978-4777104451
- 光 -teddy bear 2-（2007年8月）ISBN 978-4777106844

魔法のiらんど文庫（メディアワークス）
- teddy bear（2008年3月）ISBN 978-4048860239
- teddy bear -2- 光 （2008年4月）ISBN 978-4048860277

ジュールコミックス COMIC魔法のiらんどシリーズ（双葉社） 
- teddy bear（全4巻）

1. （2007年7月）ISBN 978-4575333381
2. （2007年11月）ISBN 978-4575333473
3. （2008年4月）ISBN 978-4575333596
4. （2008年7月）ISBN 978-4575333657